# 日本ろう者サッカー協会
一般社団法人日本ろう者サッカー協会（にほんろうしゃサッカーきょうかい、英: Japan Deaf Football Association、略称：JDFA）は、日本におけるろう者サッカー（デフサッカー）及びろう者フットサル（デフフットサル）を統括する一般社団法人。日本パラリンピック委員会（JPC）並びに日本障がい者サッカー連盟（JIFF）、Deaf International Football Association(DIFA)に加盟している。

## 概要
1998年4月1日に任意団体として発足し、2015年5月15日に一般社団法人となった。会員数は182名。キャッチコピーは「つなぐ CONNECT」。「普及施策の推進」「日本代表の強化」「育成環境の充実」「組織基盤の強化」という4つのミッションを掲げている。

## 組織体制
- 理事会
- 事務局本部（国際事業部・強化事業部・普及事業部・育成事業部）
- 社員
- 三役会議
- 倫理委員会
- 顧問部会
- アスリート委員会

（上記の出典：一般社団法人日本ろう者サッカー協会公式ウェブサイト「JDFAについて」より）

## 役員
- 理事
  - 代表理事：髙橋 孝司
  - 専務理事：浜津 哲也
  - 理事　　：宮原 慎也
- 監事
  - 監事　　：森 太樹

（上記の出典：一般社団法人日本ろう者サッカー協会公式ウェブサイト「JDFA概要」より）

## ブロック協会
- 北海道ろう者サッカー協会
- 東日本ろう者サッカー協会
- 西日本ろう者サッカー協会
- 山口・九州ろう者サッカー協会

（上記の出典：一般社団法人日本ろう者サッカー協会公式ウェブサイト「JDFAについて」より）